# Bornholzweg 34 (Quedlinburg)

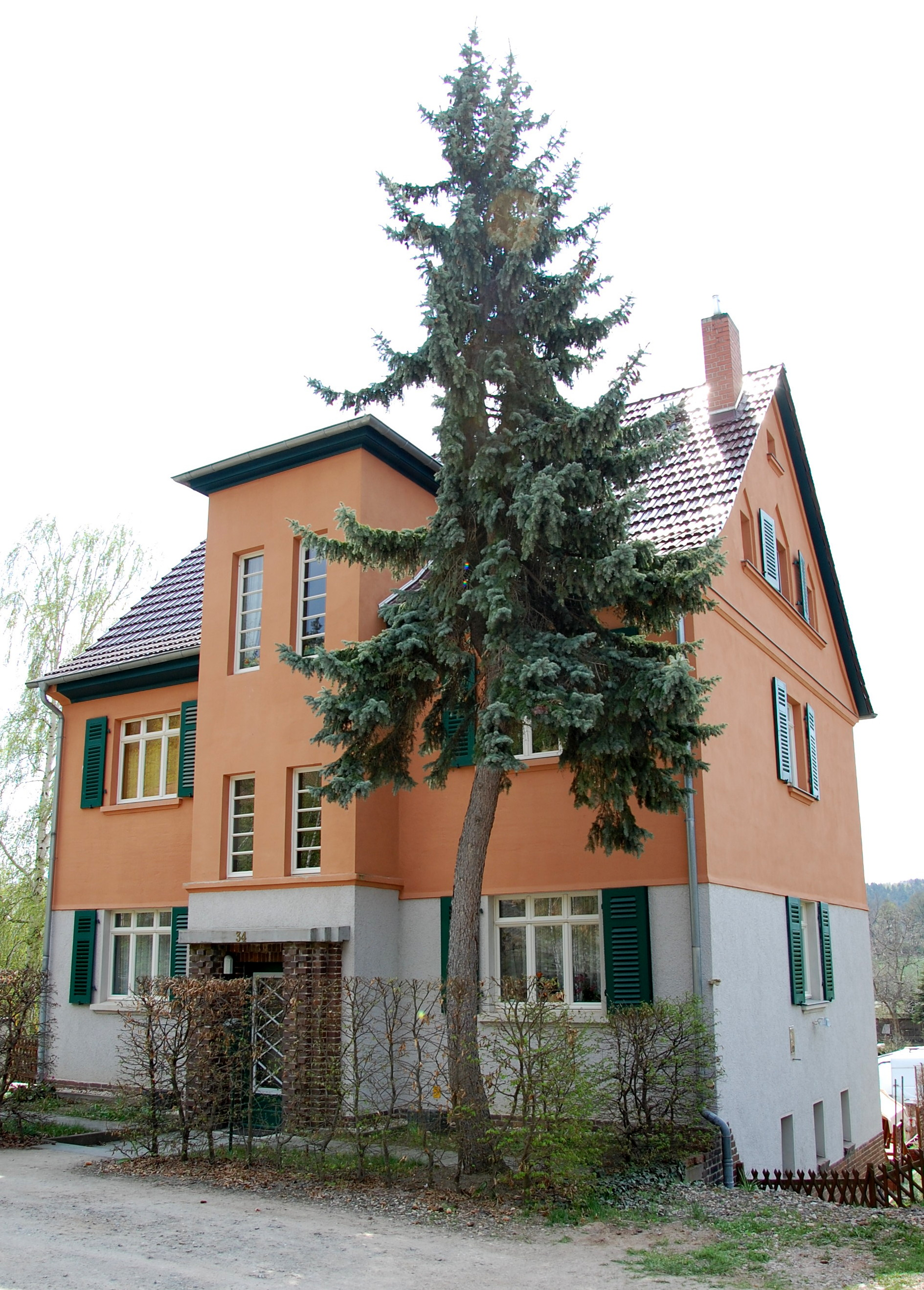
Haus Bornholzweg 34

Das Haus Bornholzweg 34 ist ein denkmalgeschütztes Gebäude in der Stadt Quedlinburg in Sachsen-Anhalt.

## Lage
Es befindet sich westlich der Stadt auf der Südseite des Bornholzwegs. Im Quedlinburger Denkmalverzeichnis ist es als Wohnhaus eingetragen.

## Architektur und Geschichte
Das Zweifamilienhaus wurde im Jahr 1928 in massiver Bauweise errichtet. Die Fassade wird durch das mittig als Risalit angeordnete Treppenhaus geprägt. Am Eingang zum Haus findet sich eine einfache, im Stil des Expressionismus aus Backstein gestaltete Ornamentik.